# 尹汉宁
尹汉宁（1955年1月—），湖北鄂州人。1974年加入中国共产党。湖北财经学院（现中南财经政法大学）政治系政治经济学专业毕业，中南财经政法大学企业管理在职研究生学历，管理学博士学位。中华人民共和国政治人物。

## 生平
历任湖北省经济体制改革办公室副处长，湖北省社会科学院办公室主任，省经济体制改革委员会处长、副主任，省政府副秘书长，省体改委主任，中共咸宁市委副书记、市长，省外经贸厅党组书记、厅长兼省外资办主任，省商务厅厅长等职。2008年2月转任湖北省人民政府秘书长兼办公厅主任。
2010年7月，尹汉宁升任中共湖北省委常委、省委宣传部部长。2015年2月1日，湖北省第十二届人民代表大会第三次会议举行第三次全体会议，大会选举尹汉宁为湖北省十二届人大常委会副主任。2015年4月，不再担任中共湖北省委常委、宣传部长。2018年1月，届满卸任湖北省人大常委会副主任职务。 